# Her Lover's Honour
Her Lover's Honour è un cortometraggio muto del 1909 scritto, diretto e interpretato da H.O. Martinek.
Il film segna l'esordio cinematografico dell'attrice francese Ivy Martinek che aveva iniziato a lavorare fin da piccola nel circo. Suo fratello, regista del film, avrebbe girato con lei numerosi film, tutti prodotti dalla British & Colonial Kinematograph Company.

## Produzione
Il film fu prodotto dalla British & Colonial Kinematograph Company.

## Distribuzione
Distribuito dalla Cosmopolitan Films, uscì nelle sale cinematografiche britanniche nel settembre 1909.